# بورزیا
شهر بورزیا (به روسی: Борзя) در کشور روسیه و در سرزمین زابایکالسکی واقع شده‌است. جمعیت این شهر بر اساس  سرشماری سال 2006 در حدود 30400 نفر می باشد.